# Monoporus bipinnatus
Monoporus bipinnatus är en viveväxtart som först beskrevs av John Gilbert Baker, och fick sitt nu gällande namn av Carl Christian Mez. Monoporus bipinnatus ingår i släktet Monoporus och familjen viveväxter. Inga underarter finns listade i Catalogue of Life.